# 인간 기반 연산
컴퓨터 과학 분야에 있어서, 인간 기반 연산(Human-based computation 휴먼 베이스트 컴퓨테이션[*])이란, 연산(computation) 단계의 일부분을 사람에게 아웃소싱하여 기능을 수행하게 하면서 연산을 해나가는 기법을 말한다. (Kosorukoff, 2001) 인간과 컴퓨터 사이의 능력 차이를 잘 활용하는 접근법이자, 또한 인간-컴퓨터 상호작용을 달성하기 위해 만들어진 컴퓨터 에이전트와 인간 간의 비용 차이를 잘 활용하는 접근법이다.
전통적인 연산(computation) 수행에 있어서는, 인간은 컴퓨터를 동원해 문제를 풀었다: 인간이 정형화된 문제 내용을 컴퓨터에게 제시하면, 컴퓨터는 답안을 내주었다. "인간 기반 연산" 분야에 있어서는, 이 역할이 뒤바뀐다: 컴퓨터가 사람 혹은 많은 수의 인간 집단에게 풀어야 할 문제를 제시한다. 그 후 컴퓨터가 사람들이 작성한 답안을 수집하고, 해석하며, 통합해낸다.

## 같이 보기
- 시민과학
- 크라우드소싱
- 소셜 컴퓨팅

## 참고 문헌
- Kosorukoff, A. (2001) Human-based Genetic Algorithm. IEEE Transactions on Systems, Man, and Cybernetics, SMC-2001, 3464-3469